# Begonia sunorchis
Espèce
Synonymes
- Begonia meyeri Hook.[1]
- Rachia meyeri Klotzsch[1]

Begonia sunorchis est une espèce de plantes de la famille des Begoniaceae. Ce bégonia est originaire du Mexique. L'espèce a été décrite en 1938 par Charles Chevalier (1873-1963). L'épithète spécifique « sunorchis » rappelle que la plante décrite a été trouvée sur une orchidée rapportée d'Amérique tropicale par un horticulteur liégeois.